# Кавкхали (город, Пироджпур)
Кавкхали (бенг. কাউখালী, англ. Kawkhali) — город на юге Бангладеш, административный центр одноимённого подокруга. Площадь города равна 5,34 км². По данным переписи 2001 года, в городе проживало 8399 человек, из которых мужчины составляли 53,26 %, женщины — соответственно 46,74 %. Плотность населения равнялась 1573 чел. на 1 км². Уровень грамотности населения составлял 62,4 % (при среднем по Бангладеш показателе 43,1 %). 